# Municipio de Allis
El municipio de Allis (en inglés: Allis Township) es un municipio ubicado en el condado de Presque Isle en el estado estadounidense de Míchigan. En el año 2010 tenía una población de 948 habitantes y una densidad poblacional de 5,54 personas por km².

## Geografía
El municipio de Allis se encuentra ubicado en las coordenadas 45°16′2″N 84°11′19″O / 45.26722, -84.18861. Según la Oficina del Censo de los Estados Unidos, el municipio tiene una superficie total de 171.19 km², de la cual 167,7 km² corresponden a tierra firme y (2,04 %) 3,5 km² es agua.

## Demografía
Según el censo de 2010, había 948 personas residiendo en el municipio de Allis. La densidad de población era de 5,54 hab./km². De los 948 habitantes, el municipio de Allis estaba compuesto por el 96,52 % blancos, el 0,32 % eran afroamericanos, el 1,9 % eran amerindios, el 0,11 % eran asiáticos y el 1,16 % eran de una mezcla de razas. Del total de la población el 0,53 % eran hispanos o latinos de cualquier raza.